# Anambodera
Anambodera es un género de escarabajos barrenadores metálicos del orden Coleoptera.

## Especies
- Anambodera clarki Westcott, 2001
- Anambodera gemina (Horn, 1878)
- Anambodera lucernae (Knull, 1973)
- Anambodera lucksani Walters, 1982
- Anambodera nebulosa (Horn, 1894)
- Anambodera palmarum (Timberlake, 1939)
- Anambodera santarosae (Knull, 1960)